# Eunus

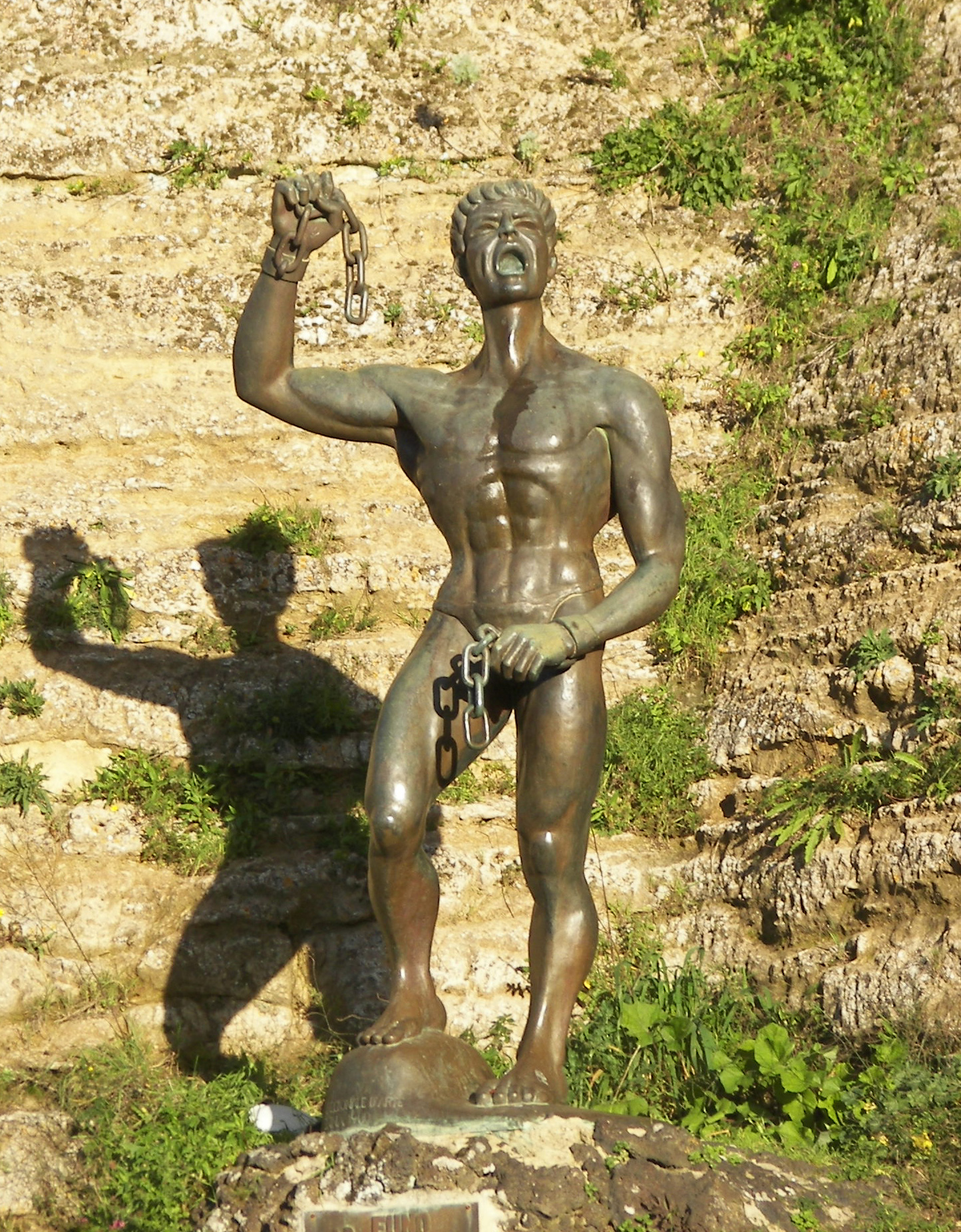
Denkmal des Eunus in Enna, Castello di Lombardia

Eunus (altgriechisch Εὔνους Eunous; † 132 v. Chr.) war ein syrischer Sklave auf Sizilien, der zum bedeutendsten Anführer des ersten sizilischen Sklavenaufstandes (136–132 v. Chr.) wurde.
Eine wichtige Quelle stellt das Geschichtswerk des Poseidonios dar, der wie Eunus aus Apameia in Syrien stammte und diesem deshalb besondere Aufmerksamkeit widmete. Zwar ist es nicht direkt erhalten, aber Diodor und andere Autoren wie Athenaios zogen es für ihre Berichte heran. Auch Livius berichtete über Eunus, die entsprechenden Passagen sind aber nur sehr unvollständig erhalten, unter anderem durch eine Livius-Epitome auf einem Papyrus aus Oxyrhynchos oder über Zitate bei Florus.
Eunus stammte aus Apameia in Syrien. Er war Sklave eines gewissen Antigenes in Henna; bereits als Sklave verschaffte er sich durch Weissagungen und Gauklertätigkeiten (insbesondere das Feuerspucken) eine Gefolgschaft unter den Sklaven sowie Einfluss bei seinem Besitzer, an dessen Tisch er als humorvolle Belustigung auftrat. Als die Sklaven des brutalen Sklavenbesitzers Damophilos aus Henna ihn befragten, ob ein Aufstand erfolgreich wäre, weissagte er ihnen einen günstigen Ausgang und stellte sich selbst an ihre Spitze. Vierhundert Sklaven verschworen sich, überfielen unter seiner Führung mitten in der Nacht Henna, bemächtigten sich der Stadt und nahmen grausame Rache an ihren Peinigern; sowohl Damophilos als auch Antigenes wurden getötet. Sie wählten, durch zahlreiche Genossen verstärkt, Eunus zu ihrem Oberhaupt, angeblich vor allem wegen seiner Fähigkeiten als Weissager und Magier, zu dem die Götter, insbesondere die von ihm verehrte syrische Göttin Atargatis (Dea Syria), direkt sprachen.

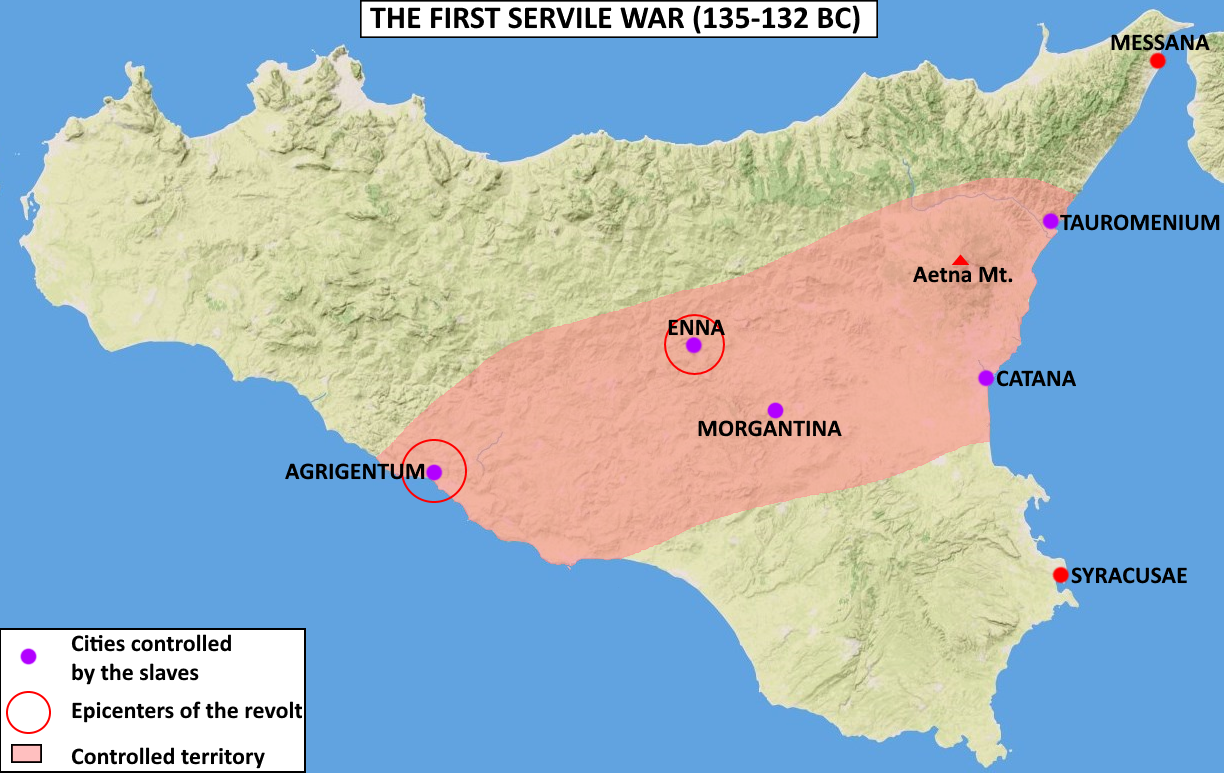
Das sizilische Reich des Eunus in seiner größten Ausdehnung

Eunus errichtete in der auf einem Felsen gelegenen und nahezu uneinnehmbaren Festungsstadt Henna ein Staatswesen, das sich am Vorbild der seleukidischen Könige orientierte und in dem ehemalige Sklaven die Führung bildeten. Er erhielt Verstärkung von weiteren sizilischen Sklaven und Proletariern sowie den 5000 Hirtensklaven, die sich im Westen bei Agrigent unter der Führung des Kilikiers Kleon vereinigt hatten. Nach Diodor soll die Zahl seiner Anhänger auf 6000, dann auf über 10000 und 20000, schließlich auf 200.000 gestiegen sein; nach Livius stieg sie bis auf 70000. Eunus selbst gab sich den (ebenfalls seleukidischen) Königsnamen „Antiochos“, trug ein Diadem und andere königliche Insignien und ließ sogar Münzen mit seinem Namen und Titel prägen.
Es ging Eunus und seinen Anhängern nicht um die Abschaffung der Sklaverei überhaupt und überall. Vielmehr suchten die Teilnehmer des Aufstands sich aus ihrer bedrückenden Situation zu befreien und sich für die üble Behandlung durch die Sklavenhalter zu rächen. Er konnte sich vier Jahre halten, wobei er Streitkräfte unter einigen römischen Prätoren zurückschlug. Auch die Angriffe der Konsuln Gaius Fulvius Flaccus (134 v. Chr.) und Lucius Calpurnius Piso Frugi (133 v. Chr.) konnten den Aufstand nicht entscheidend zurückdrängen, auch wenn Piso die Einnahme Murgentiums gelang. Schließlich wurden die Aufständischen 132 v. Chr. von dem römischen Konsul Publius Rupilius angegriffen, der zunächst Tauromenion belagerte und einnahm und dann auch Henna so lange belagerte, bis er es durch Verrat einnehmen konnte. Eunus wurde gefangen genommen und starb kurz darauf an einer Krankheit, Plutarch zufolge in Rom, nach Diodor in Morgantina.